# DAZL
DAZL‏ (Deleted in azoospermia like) هوَ بروتين يُشَفر بواسطة جين DAZL في الإنسان.